# Байменов, Мурат Булатович
Мурат Булатович Байменов (каз. Мұрат Болатұлы Байменов; род. 18 апреля 1969 года, Шынгырлау, Чингирлауский район, Западно-Казахстанская область, Казахская ССР, СССР) — казахстанский политический и государственный деятель. Аким Уральска с 1 октября 2024 года.

## Биография
В 1985—1986 годы — строитель совхоза Шынгырлау;
В 1987—1989 годы — служил в армии;
В 1989—1991 годы — студент Западно-Казахстанского сельскохозяйственного техникума;
В 1991—1993 годы — бухгалтер бригады №6 совхоза Шынгырлау;
В 1993—1994 годы — бухгалтер Кызылкольского совхоза Шынгырлауского района;
В 1996—1999 годы — ведущий аудитор-инспектор отдела комплексного финансирования Управления финансов по ЗКО;
В 1999—2002 годы — главный экономист сферы материального производства Управления финансов по ЗКО;
В 2002—2004 годы — начальник Управления финансов, долгов, кредитования ЗКО Департамента финансов в сфере народного хозяйства;
В 2004—2005 годы — заместитель начальника Управления финансов по ЗКО;
В 2005—2006 годы — заместитель начальника Департамента финансов по ЗКО;
В 2006—2007 годы — директор ОАО «Санаторий Акжайык»;
В 2007—2008 годы — директор ТОО «Жайық самалы»;
В 2008—2010 годы — заместитель акима Шынгырлауского района;
В 2010—2012 годы — начальник отдела внутреннего контроля и мониторинга государственных услуг, экономического анализа аппарата акима Западно-Казахстанской области;
В 2012—2013 годы — заместитель акима Зеленовского района;
В 2014—2016 годы — заместитель начальника Управления энергетики и ЖКХ по ЗКО;
В 2016—2019 годы — генеральный директор АО «Жайыктеплоэнерго»;
С июля 2020 по октябрь 2024 года — заместитель акима района Бәйтерек Западно-Казахстанской области.
1 октября 2024 года назначен акимом города Уральск.